# Chabuata noctuiformis
Chabuata noctuiformis là một loài bướm đêm trong họ Noctuidae.